# カナダ議会
カナダ議会（カナダぎかい、英語: Parliament of Canada、フランス語: Parlement du Canada）は、カナダの立法府。元老院と庶民院から構成される二院制議会である。議事堂はセンター・ブロックと呼ばれる。

## 概要
英領北アメリカ法第17条によれば、議会は、国王（英：Sovereign、仏：Couronne）、上院（英：Senate、仏：Sénat、元老院）、下院（House of Commons、Chambre des communes、庶民院）の三者から構成されるとされている。国王は通常カナダ総督がこれを代理し、首相の推薦により上院議員105名の任命を行う。一方、下院議員338名は小選挙区制の投票によって選出される。上院が下院の議決に反対することは稀であり、また国王やカナダ総督の果す役割は純粋に儀式的なものにとどまることから、カナダ議会において下院は他の二者よりも優位にある。内閣を維持するためには下院で過半数の信任が必要だが、上院の信任は不要である。

## 歴史

### 英領カナダの議会
1754年から1763年にかけて行われたフレンチ・インディアン戦争の結果、イギリスがフランスからカナダ（当時はケベック植民地）の支配権を奪取すると、カナダは1763年国王宣言（Royal Proclamation of 1763）の下に統治されることとなった。1774年にケベック法（Quebec Act）が制定されると国王宣言は失効し、立法権はイギリス国王の任命する地方長官（Governor）及び評議会（Council）に与えられた。1791年にケベックは、アッパー・カナダ（後のオンタリオ州）とロウアー・カナダ（後のケベック州）に分割され、それぞれが直接任命の議会（Legislative Assembly）と立法評議会（Legislative Council）を持つこととなった。
1841年にイギリス議会がアッパー・カナダとロウアー・カナダを統合して、カナダと呼ばれる新植民地を成立させた。それに伴って、選挙で議員が選ばれる議会と任命制の立法評議会から成る単一の立法府が創設された。立法議会の議席は、統合前のロウワー・カナダの方が人口は多かったにもかかわらず、かつてのアッパー、ロウワー両カナダに等しく割り当てられた。当時のイギリス議会は、国王の任命するカナダ総督を通じて、カナダ植民地における諸事に少なからぬ影響力を行使していた。しかし1848年にカナダ植民地が自前の責任政府（responsible government）を持つに至ると、イギリス本国の影響力は低下した。

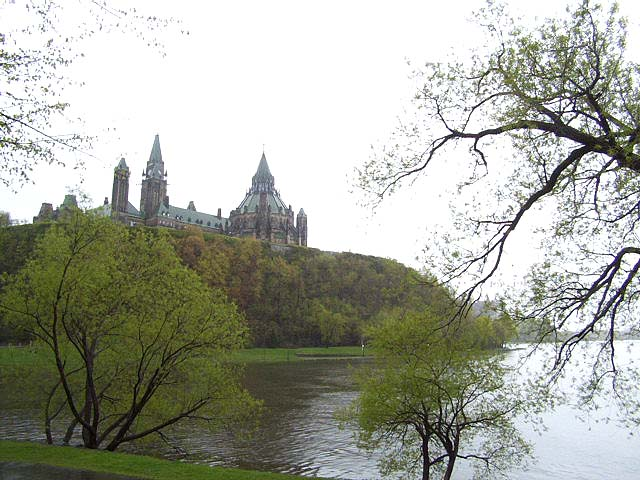
オタワ川から議事堂を望む

1843年にカナダ議会はオンタリオ州キングストンからモントリオールに移転されたが、1849年に議会は火災により消失した。この火災は、フランス系カナダ人住民とイングランド系カナダ人の住民との間で高まった緊張や経済的不況が折り重なったことから、トーリー党（保守派）に扇動された暴動によって引き起こされた。その後数年間、議会はトロントとケベック・シティの間を転々とするが、1857年になって最終的にオタワに腰を落ち着けることになった。

### 自治領カナダの議会
しかし、現代のカナダ議会の姿は1867年になって初めて現れることになる。この年、イギリス議会は英領北アメリカ法を成立させ、カナダ（ケベックとオンタリオ）、ノバスコシア、ニューブランズウィックの各植民地を一つに統合し、ここに自治領カナダ（Dominion of Canada）が誕生することになった。そして新たな立法府が、国王（総督が代理）、上院、下院から構成されることとなった。
この当時カナダの政体を決定する上で重要な影響を及ぼしたとされるのが、ちょうど1865年に終わったばかりの南北戦争であり、カナダ人の多くは隣国のアメリカ合衆国における連邦制の欠点を指摘している。すなわち、南北戦争の起こった要因の一つに、相対的に州の権限が強すぎ連邦政府のそれが弱かったことが挙げられることから、アメリカ型の連邦制度が忌避されたとされている。英領北アメリカ法の下では、州（province）の権限に制限が加えられており、明示的に州の権限とされていない事項については、連邦政府の所管とする旨が規定されている。
また、同法はいくつかの制約を除けば、連邦議会に大きな権限を付与している。制約の中で注目に値するのは、イギリス議会は依然としてカナダ議会に優越する地位を保っていたこと、カナダ法はイギリス法の効力を排除できないことであり、さらにはイギリスは引き続き大英帝国全ての外交政策を決定することとされていた。
1931年にイギリス議会でウェストミンスター憲章が採択されるとカナダの自治権は大きく拡大することとなった。同憲章において、カナダ議会はカナダ領域内の法適用に関しイギリス法を無効とし又は修正することが認められたものの、英領北アメリカ法を含むカナダ憲法を廃止する権限までは与えられなかった。故に、カナダ議会が憲法改正を行おうとする場合には、常にイギリスにおける立法が必要とされていた。もっとも、イギリス議会は一方的にカナダの連邦政府に対し改正を強いることはなく、カナダ議会が改正を求める場合に限り動くといった穏健な状況にあった。

### 独立国家カナダの議会
1949年のイギリス議会法（British Act of Parliament in 1949）において、カナダ議会には憲法改正について限定的な権限を付与されたが、州政府の権限、英語とフランス語の公用語としての位置づけ及び議員の任期5年について影響を及ぼす改正を行うことは許されていなかった。
1982年になってカナダ議会は憲法改正を行うためイギリス議会に対しカナダ法（Canada Act 1982）の制定を求めこれが成立した。この法律によって、イギリス議会のカナダ立法への関与に終止符が打たれ、憲法改正の権限はカナダ立法府に委譲された。一般的に憲法改正を行う場合には、カナダ上院、下院及び人口の多寡を反映したうえで立法評議会に参加する州代表の3分の2の同意が必要とされることとなった。なお、例外的に立法評議会の州代表の満場一致の賛成が必要な改正があり、これには、国王、カナダ総督、州の副総督（provincial Lieutenant Governors）、英仏両語の公用語としての位置づけ、カナダ最高裁判所（Supreme Court of Canada）及び憲法改正手続そのものの改正に関する事項が含まれる。
1993年の下院総選挙で与党・カナダ進歩保守党が改選前の169議席のうち167議席を失うという大惨敗を喫したことは、議会制民主主義が発達している先進国の政権与党が壊滅的な敗北を喫した例として、小選挙区制のモデルケースの一つとなる歴史的選挙となった。

## 機関

### 国王（及び総督）
カナダの元首である国王（尊称は陛下、Majesty）はカナダ議会の構成要素の1つである。国王の果す役割は、慣例上、カナダ首相の助言により任命されるカナダ総督（尊称は閣下、Excellency）によって代理される。総督は（陛下の仰せのままに）終身の身分であるが、約5年の任期を務めるのが通例である。理論的には国王及び総督は広範な権限を有しているが、それを現実に行使することは稀である。むしろ、両者は儀礼的な活動を行うにとどまり、首相及び内閣の助言によって政治的な行為を行うに過ぎない。

### 上院
日本語では、アメリカ合衆国の"senate"同様「元老院」と訳される。
カナダ上院は、全議員が任命制である。上院議員は州を代表するものとされているものの、実際は首相によって選ばれ、形式的に総督が任命を行う。上院議員の被選任資格は、30歳以上で、国王に忠誠を誓い、かつ、最低4,000カナダドルの純資産を有することとされている。すなわち、上院議員になるためには、代表する州に居住し、かつ、4,000カナダドル以上の土地を保有する必要がある。かつては終身の身分とされていたが、1965年以降、75歳定年制が敷かれた。辞任することも可能であるほか、2回連続で議会会期中の議事に欠席すると失職する。
憲法上、カナダ諸州は4つのグループに分けられており、各グループにそれぞれ同数の上院議員が割り当てられている。すなわち、オンタリオ州に24議席、ケベック州に24議席、大西洋諸州に24議席（内訳はノバスコシア州に10議席、ニューブランズウィック州に10議席、プリンスエドワードアイランド州に4議席）、西部諸州に24議席（内訳はマニトバ州、ブリティッシュコロンビア州、サスカチュワン州及びアルバータ州に各6議席）が配分されている。また、1949年に州となったニューファンドランド・ラブラドール州はこれら4つのグループには含められず独立に6議席を有し、3つの準州（ノースウエスト準州、ユーコン準州及びヌナブト準州）にはそれぞれ1議席ずつ割り当てられている。
したがって、上院は通常の場合105議席から成る。例外として、総督は国王の承認を得ることを条件に、4名から8名を召集し臨時的に上院の規模を拡大することができるが、上記の4グループ間の議席配分割合は常に平等である必要がある。この総督の権限はカナダの政治史において一度だけ行使されたことがある（2005年時点）。それは1990年のブライアン・マルルーニー首相の助言によるもので、物品サービス税（Goods and Services Tax）を創設するための法案成立を確保するためのものであった。8名を越えて上院議員の数を増員させることはできない（したがって、上院の最大定員は113名となる）。

### 下院
日本語では、イギリスの「"The House of Commons"」と同様に、「庶民院」と訳される。
カナダ議会において民主的選挙による議員から構成されるのが下院である。議員となるための被選挙資格は、カナダ国民で18歳以上の者とされる。各議員は単一の選挙区（ライディングと呼ばれる）を代表し、小選挙区制（1選挙区に付き1名を選出する選挙制度）で選出される。議席は議会の解散までとされるが、再選について制限はない。
憲法上は下院の議員定数について固定した定めがなく、10年ごとに行われる国勢調査によって定員に調整が加えられる。最低議席数は282とされ、そのうち3議席は準州のために留保されている。残り279議席は人口に応じて各州に配分されている。しかし、「上院議員条項」（"senatorial clause"）の規定により、各州ごとに下院議員数は上院議員数と同数以上であることが保証されている。さらに「祖父条項（既得権条項）」（"grandfather clause"）の規定により、各州とも下院議員数が1976年及び1985年に有していた議席数を下回らないことが保証されている。これら二つの規定によって下院の議席数は最低限の282議席を上回り、（2025年現在で）343議席に達している。
下院議員は上院議員を兼務することはできない。カナダ下院議員は通常、「"Members of Parliament" （議会議員）」ないしは「"MPs" 」と呼ばれるが、この表現は等しく議会を構成するはずの上院議員に対して使用されることはない。上院議員は下院議員よりも権限は乏しいが、カナダにおける形式的序列（order of precedence）の上では、下院議員よりも上席に立つ。

## 手続
両院とも一名ずつの議長（英：Speaker、仏：Président(e)）により議事が進行する。上院議長は首相が上院議員から選び、形式的には総督が任命する。一方、下院議長は、下院議員の中から互選される。一般に議長の権限は上院よりも下院の方が強い。イギリス議会の形式を踏襲するため、上院は多かれ少なかれ自己抑制的な性質があり、他方、下院は議長からの統制を受ける。しかし、1991年には上院議長の権限が拡張され、その立場は下院議長のそれに近づいた。
憲法上両院の定足数が定められ、上院は15名、下院は20名とされている。定足数に達するかどうかを決める場合において議長もその数に含められる。
両院とも動議について発声投票により議決を行うことが認められている。この場合、議長が議題を読み上げると、議員から「賛成（"Yea"）」、「反対（"Nay"）」の発声があり、どちら側が勝利したか発表がされる。一定数の議員（上院は2名以上、下院は5名以上）が記録投票を求めない限り、議長の判断が最終的な決定となる。通常両院議員は議席で起立することにより投票を行う。上院においては、議長に投票権が認められており（但し公平を保持する見地から、ほとんど投票することがない）、多数を得られない場合には動議は否決される。これに対し下院では、賛否同票の場合を除き、議長には投票権が与えられていない。また、議長は投票を行う場合、さらなる審議の継続を認めるため、現状（status quo）に賛成する投票を行わなければならない。すなわち、ときに議長は審議を継続させるため与党に反対する投票を求められる場合もあり、また、内閣の信任投票などの場合には、与党に賛成票を投じて、総選挙による事態の急変（選挙があると法案の審議が滞ることとなる）を避けなければならない。例えば、2005年度の予算案に係る投票（内閣信任投票と看做された）においては賛否同票となり、下院議長が予算を信任する投票を行った。

## 会期
総選挙後、総督は首相の助言の下で公式に議会の召集宣言を発する。その宣言に示された日、両院の議員はそれぞれ登院する。この初登院でみられる儀式はイギリス議会のものと類似している。登院した下院議員は、上院に召集され議長を選出するよう促される。下院議員は自院に戻り、議長を選出してから休会とする。翌日に公式の議会開会式（State Opening of Parliament）が行われる。上院所属の宮内官ないし式部官である黒杖官（こくじょうかん、Gentleman Usher of the Black Rod）が公式に下院議員を上院に召集する。
下院議員は上院の柵のところまでは歩を進めるが、上院の議場そのものへは入らない。上院の御座に座した下院議長は、そこで国王又は総督の前に姿を現し、儀礼的に下院の権利と特権を表明する。これに対し、上院議長は下院の特権について総督に代わって承認を与える旨宣言する。上院の柵のところに残された下院議員と上院の議場に座した上院議員は、玉座の国王若しくは総督から議会開会の式辞（国王演説、Speech from the Throne）を受ける。式辞（原稿は政府が作成）の中ではこれから始まる議事に関し政府提案の概要が述べられる。通常は総督が演説を行うが、エリザベス2世女王時代は1957年と1977年に、チャールズ3世時代には2025年に国王（女王）自身が演説を行っている。
公式に開会された議会の議事は、その終了を告げる閉会の辞（"prorogation"）があるまで継続される。閉会の辞もまた首相の助言によって通常は総督が宣する。特別な儀式はないものの、閉会宣言は必須的に行われる。一旦閉会されると、総督が新たに議事の開始を宣言しない限り両院ともに議事を行うことはない。上記で述べた手続は会期の開催時において行われるものであり、新議長選出や下院特権の表明を議事の都度行うものではない。
何度か会期を重ねた後で、議会は通常、解散（"dissolution"）によって終了する。解散は、首相の助言により総督が行う。解散のあとには総選挙が行われることから、その時期は政治的な動機に左右され、首相は自身が属する政権党にとって最適なタイミングを狙う。解散は、下院において首相に対する不信任案が可決された場合にも起こりうる（後述の「政府との関係」の項を参照）。
議会の終了する原因は解散のみではなく、開会後5年間の会期が満了した場合も含まれる。しかしカナダ政治史上、この会期満了による終了が起こったことはない（2005年時点）。
解散にせよ任期満了にせよ議会が終了すると、下院議員については総選挙が実施されるが上院議員は議席にとどまる。総選挙を経た後に召集された各議会は、それぞれ独立的な議会であると考えられ、例えば2004年召集のものは、第38回議会と呼ばれる。

## 立法機能
法案（bill）は両院議員ならば誰でも提出可能であるが、通常は大臣（Ministers of the Crown）が提出するのが一般的であり、これは政府法案（Government Bills）と呼ばれる。これに対し大臣でない議員の提出する法案は下院議員法案（Private Members' Bills）ないし上院議員法案（Private Senators' Bills）と呼ばれる。
また、法案は国民一般に広く適用される「公共関係法案」（Public Bills ）と特定の個人や限定的な集団を対象とした「私法案」（Private Bills）に区分できる。各法案は両院でいくつかの段階を通過する。第1段階は純粋に形式的な通称「第一読会（first reading）」である（法案の名称と番号のみで議案提出する）。続く「第二読会（second reading）」では法案の概略的な趣旨について討議が行われる。この段階でも廃案となる可能性はあるが、政府法案においてはあまりそうなることはない。
次に法案は下院からいくつかある委員会のひとつに送られる。通常の場合、法案は、特定の項目（例えば外交など）を専門とする上下議員から組織される常任委員会（Standing Committee）に付託される。委員会では、証人、大臣、専門家に対する喚問が行われ、法案について議論を行い修正が勧告されることもある。ときに法案はその名前が示すとおり全下院議員で討議を行う全院委員会（Committee of the Whole）に付託される場合もある。さらに、下院においては特別（ないしはアド・ホックな）立法委員会が特定法案を審議する目的で作られる場合がある。
いずれの委員会を用いるにせよ、その委員会が提案した修正事項は「委員会報告の審議（Report Stage）」の段階で全院によって検討される。また、さらに委員会が提案しなかった修正案が提出される場合がある。
「委員会報告の審議」の後（但し、委員会において修正案が提出されない場合には「委員会審議（Committee Stage）」の後直ちに）、法案は最終段階、すなわち「第三読会（third reading）」に進む。この段階では、下院においてはもはや修正案の提出はできないが、上院では許されている。「第三読会」を通過した法案は、他の院に送られ、同様の段階を踏むこととなる。
第2番目の院で修正案が提出された場合には、最終法案にむけて源審議を行った院に同意を求めることとなる。しかしながら、ある院で通過した修正案が他の院で否決され、両院が合意に達しない場合には、その法案は廃案となる。
最後にその法案が両院ともに通過すると、「国王裁可（Royal Assent）」に付される。理論的には総督は3つの選択肢を有しており、(1) 裁可を与える（法案を成立させる）、(2) 裁可を差し控える（法案を拒否する）及び (3) 国王の裁可があるまで法案を保留する（国王の判断を仰ぐ）道を選ぶことができる。総督が裁可を与えない場合、国王は2年以内に法案を「却下」することが可能で、疑義のある法を無効としうる。しかしながら、現代の憲法上の慣例として、「国王裁可」はいかなる場合にも与えられ、成立した法案が却下されることはない。
イギリス議会と同様に、租税の賦課又は財政の配分（予算）に係る法案については下院のみが先に提出することができる。それ以外の事項については、理論的には法案に関する両院の権限は平等とされ、法案通過のためには両院の賛成が必要とされる。しかし、現実には議会で優越性を持つのは下院であり、上院は民主的選挙で選ばれた下院の意志に反してその権限を行使することは稀である。

## 政府との関係
カナダ連邦政府は議会下院に対し、責任を有する（責任内閣制度）。しかし、首相及び大臣は下院によって選ばれるわけではない。その代わり、カナダ総督は、内閣の組織に当たって下院で多数の支持を集めそうな人物（通常は下院で最多議席を有する政党の党首）について諮問を行う。絶対多数を占める政党がない場合には、通例、連立内閣ではなく少数与党政権が作られる。首相は大臣を指名する（かつては総督が任命した）。
下院に対して責任を負うため、首相や内閣を組成する閣僚の多くは上院議員よりも下院議員であることが多い。最大与党の党首が下院議員でない場合には、できるだけ早い機会に総選挙を行うことが憲法上の慣例とされている。この場合には、通例安定議席を有する若手議員が辞職し、首相が下院議員となれるように道を譲る。
上院ではなく下院が議会における「責任院（responsible House）」であるということは、内閣は下院のみに責任を負えばよいということを意味する。下院は、法案の通過若しくは拒否を通じ、また、議員から提起された質問に大臣が答える義務がある「議会質問（Question Period）」などに見られるように議員からの質疑に対し大臣に回答義務を課すことによって、行政を監督制御する。また、下院は信任案を否決し又は不信任案を可決することにより内閣を降ろすことが可能である。
内閣信任案は、通常、下院における支持を強化するため政府側から提案され、これに対し不信任案は、野党側から提示される。政府の実施計画の一部を構成するような重要法案は、一般的に内閣信任・不信任に関する事項と看做される。また、下院において予算案が否決されること（"withdraws Supply"）は、すなわち下院における内閣の信任がなくなったものと看做される。
内閣が下院の信任を失った場合には、首相は、辞任するか（総督に対して野党党首を内閣首班に指名することを許す）、議会を解散し総選挙を行う道を選択しなければならない。もっとも、かつて1968年にレスター・ピアソン内閣が予期せぬ信任案否決に見舞われたが、野党党首との相互合意により首相の座に留まり続けたことがある。
総督は、理論的には議会解散を拒否する権限を有しているが（したがって、首相を辞職させることができる。King-Byng Affair ）、そのようなことを行うことはまずない。
現実的には、下院の政府に対する監視はすこぶる弱い。総選挙においては小選挙区制が採られているために、下院においては与党が安定多数を獲得することが多く、野党との妥協を迫られる場面が限られている。現代におけるカナダの政党は極めて組織化が進んでいるため、議員個人が自由な行動を行う余地は少ない。多くの場合、党首の指示に反する投票を行った議員は除名処分となる。よって、信任に関する事項で多数与党が敗北するケースは極めて稀である。
2005年にはポール・マーティン首相に対する信任投票が否決された。それ以前に信任投票で敗れた首相には1979年のジョー・クラーク首相がいる。

## 権限

### 憲法による制約
カナダ議会の権限は、立法権を連邦と州議会に分割する旨の憲法規定によって制約を与えられている。一般的には、州議会は憲法に規定する限定的な事項に関する立法しか行いえず、教育、州政府職員、地方自治体、慈善組織や「地域固有か私的な性質を有する事項」がこれに該当する
憲法によれば、州立法府の排他的権限に属さないあらゆる事項は、連邦議会の権限の範囲内ということになる。よってカナダ議会は、州の権限に属さない郵政事業、国勢調査、軍事、航空船舶、漁業、通貨、金融、度量衡、破産、著作権、特許権、先住民、帰化といった事項に関し立法権限を有することとなる。
しかし、ときに連邦議会と州議会の権限が抵触するように見える場合もある。例えば、連邦議会は結婚、離婚に関する一般的な規定を定めるが、結婚の形態（solemnization）については、州議会によって定められる。また、租税の賦課、国公債の発行、刑事罰、農業に関する規則などは連邦、州の両議会ともに権限を持つ。

### 憲章による制約
カナダ議会の権限は「カナダ権利と自由の憲章（Canadian Charter of Rights and Freedoms）」によっても制約を受ける。憲章の条項のほとんどは、「適用除外条項（notwithstanding clause、同憲章第33条）」によって覆されることがある。しかし、この第33条の規定は、州議会で適用例があるものの、連邦議会において適用されたことはない。
憲章に違反する立法は憲法に違反する法令と同様に無効であり、司法により憲法違反と判断される可能性がある。

## 特権
カナダの議会は「議会特権（parliamentary privilege）」と呼ばれる数々の特権を有する。両院ともにそれぞれの特権の監視者の立場にあり、その侵害には懲罰を与えることができる。議会はそれ自身で議会特権の拡大を決定することができるが、憲法上は「（イギリス）下院によって保持、享受され又施行された法令の限度を越える」ようないかなる特権は付与することが禁じられている。
最も重要な両院の議会特権は、審議における言論の自由の特権であり、議事における発言は裁判所その他議会外のあらゆる場所で詮議をうけることはない。とくに、両院議員は議会での審議中に行った発言に基づいて名誉毀損で訴えられることがないとされる。議事における唯一の制約となるのは、両院がそれぞれ定めた議事規則（Standing Orders）のみである。
この他議員個人には、行政事件について不逮捕特権が与えられている（刑事事件は別）。また、議員には陪審員を務める義務及び裁判所に証人として出廷する義務が免除される特権がある。
このほか両院とも組織全体に特権が付与されており、議会内部に関する事項の自律的な決定権や、規則違反を犯した議員に対する懲罰権などがある。また、両院とも議会侮辱（例えば、委員会における偽証などの議会の権威に対する不服従）や特権の侵害に対して罰則を与えることが許されている。